# Provinz Hanau
Die Provinz Hanau (1848–1852 Bezirk Hanau) war ein Verwaltungsbezirk für die innere Verwaltung auf der mittleren Ebene des Kurfürstentums Hessen. Sie bestand von 1821 bis zur territorialen Neugliederung nach der Annexion Kurhessens (am 23. Sept. 1866) durch Preußen. Dabei ging sie in dem neu gebildeten Regierungsbezirk Kassel (22. Feb. 1867) auf. Erst nach einem Jahr kamen die Regierungsbezirke Kassel und Wiesbaden zu dem neu gebildeten Oberpräsidial-Bezirk, der Provinz Hessen-Nassau (1868).

## Geografie

### Lage
Die Provinz lag räumlich am weitesten vom Kernland des Kurfürstentums entfernt und zog sich im Kinzigtal von Schlüchtern bis in die heutige Innenstadt von Frankfurt am Main. Dessen heutiger Stadtteil Bockenheim war nach Hanau der zweitgrößte Ort der Provinz. Sie grenzte nur im Nordosten an kurhessisches Gebiet, an die Provinz Fulda. Im Osten und Süden grenzte sie an das Königreich Bayern, im Südwesten an die hessen-darmstädtische Provinz Starkenburg, im Westen an die freie Stadt Frankfurt, das Herzogtum Nassau, mit einer kleinen, unbewohnten Exklave im Taunus an Hessen-Homburg, sowie im Nordwesten und Norden an die hessen-darmstädtische Provinz Oberhessen. Nauheim (heute: Bad Nauheim) lag dort als kurhessische Exklave in hessen-darmstädtischem Gebiet.

### Gliederung
Provinzhauptstadt war Hanau. Die Provinz war in vier Kreise eingeteilt:
- Kreis Hanau
- Kreis Gelnhausen
- Kreis Salmünster (wurde zum 1. Januar 1830 wieder aufgelöst)
- Kreis Schlüchtern

Die Provinz wies folgende Justizämter (erstinstanzliche Gerichte) auf, die allerdings nichts mit der Provinzregierung oder -verwaltung zu tun hatten, da Justiz und Verwaltung seit 1821 getrennt waren (auch organisatorisch):
- Justizamt Hanau
- Justizamt Bergen
- Justizamt Bockenheim
- Justizamt Nauheim
- Justizamt Praunheim
- Justizamt Windecken
- Justizamt Langenselbold
- Justizamt Gelnhausen
- Justizamt Bieber
- Justizamt Birstein
- Justizamt Meerholz
- Justizamt Wächtersbach
- Justizamt Schlüchtern
- Justizamt Ramholz
- Justizamt Romsthal
- Justizamt Salmünster
- Justizamt Schwarzenfels
- Justizamt Steinau

## Geschichte

### Entstehung
Das Gebiet der Provinz umfasste im Wesentlichen das ehemalige Fürstentum Hanau und große Teile des nördlich der Kinzig liegenden Teils des vormaligen Fürstentums Isenburg. Im Zuge der Verwaltungsreform des Kurfürstentums Hessen von 1821, nach dem Regierungsantritt von Kurfürst, Wilhelm II., wurde die innere Verwaltung und die Justiz des Landes getrennt. (in der Literatur häufig fälschlich als Organisations-Edict bezeichnet) neu gegliedert und die Verwaltung von der Justiz getrennt. Damit wurde die aus dem 18. Jahrhundert übernommene Verwaltungsstruktur Kurhessens abgelöst. 
Kurhessen wurde in vier Provinzen (Niederhessen, Oberhessen, Fulda und Hanau) und 22 Kreise eingeteilt. Die kleinste der Provinzen (nach der Bevölkerungszahl von 1820) war die Provinz Hanau mit 83 988 Einwohnern (zum Vergleich Niederhessen, die größte der Provinzen, hatte 281 597, Oberhessen 100 168 und Fulda 112 748).
Der Kreis Salmünster wurde zum 1. Januar 1830 wieder aufgelöst und der größte Teil in den Kreis Gelnhausen, der kleinere Teil dem Kreis Schlüchtern eingegliedert. Der Kreis Gelnhausen verlor dafür das Amt Langenselbold an den Kreis Hanau.

### 1848 und die Folgen
Am 31. Oktober 1848 wurden im Zuge der Märzrevolution die kurhessischen Provinzen und Kreise abgeschafft. An ihre Stelle traten neun Bezirke sowie 21 Verwaltungsämter. Die Provinz Hanau wurde in den „Bezirk Hanau“ umgewandelt, der aber dieselben (seit 1830 nur noch drei) Kreise (jetzt: „Verwaltungsämter“ genannt) umfasste, wie vorher die Provinz. 
Zum 15. September 1851 wurde dies im Rahmen der Reaktion des nun regierenden Kurfürsten Friedrich Wilhelm wieder rückgängig gemacht und die Verwaltungsgliederung von 1821 wieder hergestellt.

### 1866 und die Folgen
Im Deutschen Krieg 1866 wurde das Kurfürstentum durch Preußen besetzt und schließlich annektiert. Für die annektierten Gebiete bedeutete das, dass sie 1868 eine Verwaltung nach preußischem Muster erhielten. Während die Kreise eine mit der preußischen Verwaltung kompatible Einheit darstellten und deshalb auch unverändert übernommen wurden, galt das für die kurhessischen Provinzen nicht. Diese wurden ersatzlos aufgehoben, die ehemals kurhessischen Kreise unmittelbar dem Regierungspräsidenten in Kassel unterstellt.

## Behördenspitze
Provinzialvorstände waren:
- (1814) 1821–1825 Wilhelm Isaak Borries
- 1825–1831 Karl Georg August Schönhals
- 1831 George Franz Hugo Rieß (1832 als „von Scheurnschloß“ geadelt)
- 1831–1832 Ludwig Georg Wilhelm Karl von Baumbach
- 1832–1834 Karl Emil Philipp von Hanstein
- 1835–1846 Philipp Friedrich Karl Lotz
- 1846–1848 Karl Wilhelm Robert
- 1848 Christian Rommel
- 1848–1850: Karl Cornelius Rothe (Bezirksdirektor)
- 1850–1865: Karl Wilhelm Ferdinand Harbordt (1850–1851: Bezirksdirektor)
- 1865 Heinrich Wachs
- 1866–1867 Wilhelm Schenck zu Schweinsberg

## Wissenswert
Durch die Gebietsreform in Hessen wurden mit Wirkung vom 1. Juli 1974 die (inzwischen) kreisfreie Stadt Hanau und der Landkreis Hanau und die Kreise Gelnhausen und Schlüchtern zum neuen Main-Kinzig-Kreis zusammengeschlossen, der annähernd dasselbe Gebiet umfasst wie die ehemalige Provinz Hanau (außer den im Gebiet der heutigen Stadt Frankfurt am Main gelegenen ehemals hanauischen Gebiete und der ehemaligen Gemeinde Uttrichshausen im Osten).